# Яраткуловское сельское поселение
Яраткуловское се́льское поселе́ние — муниципальное образование в Аргаяшском районе Челябинской области Российской Федерации. В рамках административно-территориального устройства муниципальное образование соответствует административно-территориальной единице Яраткуловский сельсовет.
Административный центр — деревня Яраткулова.

## География
Находится в юго-западной части района. На юге граничит с Чебаркульским муниципальным районом, на западной части — с Миасским городским округов, на севере — с Байрамгуловским сельским поселением, на востоке — с Кулуевским сельским поселением.
По землям сельского поселения протекают реки Куянбай, Миасс, Сырыелга и другие; в северной части находится южная оконечность Аргазинского водохранилища, в южной — оз. Малое Миассово.

## История
Статус и границы сельского поселения установлены Законом Челябинской области от 12 ноября 2004 года № 292-ЗО «О статусе и границах Аргаяшского муниципального района и сельских поселений в его составе».

## Население
| 2002  | 2010  | 2011  | 2012  | 2013  | 2014  | 2015  |
| ----- | ----- | ----- | ----- | ----- | ----- | ----- |
| 2867  | ↘2750 | ↗2752 | ↘2714 | ↘2679 | ↘2654 | ↘2646 |
| 2016  | 2017  | 2018  | 2019  | 2020  | 2021  | 2023  |
| ↗2678 | ↘2672 | ↘2624 | ↘2573 | ↘2515 | ↘2512 | ↘2478 |

## Состав сельского поселения
| №  | Населённый пункт | Тип населённого пункта          | Население |
| -- | ---------------- | ------------------------------- | --------- |
| 1  | Биккулова        | деревня                         | ↘258      |
| 2  | Крутолапова      | деревня                         | ↘56       |
| 3  | Куянбаева        | деревня                         | ↘360      |
| 4  | Малая Куйсарина  | деревня                         | ↗23       |
| 5  | Саитова          | деревня                         | ↗160      |
| 6  | Уразбаева        | деревня                         | ↗258      |
| 7  | Халитова         | деревня                         | ↗214      |
| 8  | Южный Горняк     | посёлок                         | ↗84       |
| 9  | Ялтырова         | деревня                         | ↘198      |
| 10 | Яраткулова       | деревня, административный центр | ↘1139     |